# 데이먼 스타더마이어

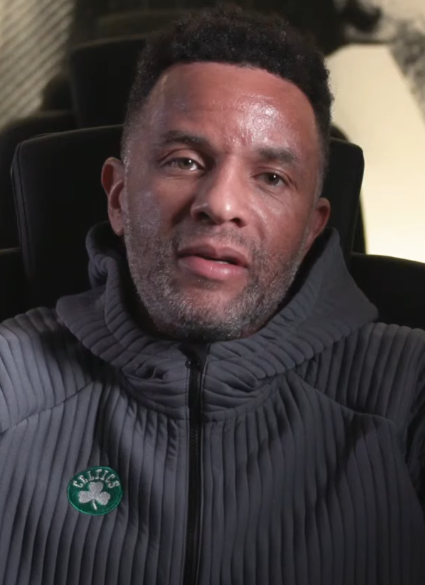

데이먼 스타더마이어(Damon Stoudamire, 별명: 마이티 마우스, Mighty Mouse, 본명: Damon Lamon Stoudamire, 1973년 9월 3일 ~ )는 미국의 대학 농구 코치이자 현재 ACC(애틀랜틱 코스트 콘퍼런스)의 조지아 테크 옐로 재키츠의 수석 코치인 전 선수이다. 1.78m(5피트 10인치), 78kg(171파운드)의 포인트 가드는 1995년 NBA 드래프트에서 토론토 랩터스의 전체 7순위로 선정되었으며 1995-96년 NBA 올해의 신인상을 수상했다. 대학시절 애리조나대학교에서 뛰었고 전문적으로는 토론토 랩터스, 포틀랜드 트레일 블레이저스, 멤피스 그리즐리스, 샌안토니오 스퍼스에서 뛰었다.

## 프로 경력
- 토론토 랩터스 (1995-1998)
- 포틀랜드 트레일 블레이저스 (1998-2005)
- 멤피스 그리즐리스(2005~2008)
- 샌안토니오 스퍼스 (2008)

## 코칭 경력
- 라이스 아울스 남자 농구팀(2008~2009)
- 멤피스 그리즐리스 (2009-2011)
- 대학 복귀(2011~2021)
- 보스턴 셀틱스(2021~2023)
- 조지아텍(2023~현재)